# Tryptofan
Tryptofan (zkratky: Trp, W) je jednou z 20 proteinogenních aminokyselin. Řadí se k nepolárním, aromatickým aminokyselinám (resp. k aminokyselinám s nepolárním, aromatickým postranním řetězcem). Jeho strukturní základ tvoří indol. Patří mezi esenciální aminokyseliny, lidské tělo ho neumí syntetizovat. Koduje ho kodon UGG, jedná se o vzácnější aminokyselinu s průměrným zastoupením v proteinech 1,4 %.

## Deriváty
K biologicky významným derivátům patří:
- serotonin (5-hydroxytryptamin) – jeden z důležitých neurotransmiterů
- melatonin (5-methoxy-N-acetyltryptamin) – hormon podílející se na regulaci cirkadiálních rytmů
- nikotinamid– je v organismu syntetizován z Trp, je součástí kofaktorů NAD+ a NADP+, které slouží v oxidoredukčních dějích (přenos e− a H+)

Regulace transkripce enzymů syntetizující tryptofan (tzv. Trp operon) u Escherichia coli je jedním z modelových příkladů regulace operonu utlumením (atenuací).